# Daberkow
Daberkow (pol. hist. Dobrzyków) – gmina w Niemczech,  w kraju związkowym Meklemburgia-Pomorze Przednie, w powiecie Vorpommern-Greifswald, wchodząca w skład Związku Gmin Jarmen-Tutow.
Dzielnice: 
- Daberkow
- Hedwigshof
- Wietzow